# Parasynema cirripes
Espèce
Synonymes
- Synaema cirripes O. Pickard-Cambridge, 1891

Parasynema cirripes est une espèce d'araignées aranéomorphes de la famille des Thomisidae.

## Distribution
Cette espèce se rencontre du Mexique au Salvador.

## Description
Le mâle mesure 4,5 mm et la femelle 7 mm.

## Publication originale
- O. Pickard-Cambridge, 1891 : Arachnida. Araneida. Biologia Centrali-Americana, Zoology. London, vol. 1, p. 73-88 (texte intégral).